# 天主教希维德尼察教区
天主教希維德尼察教區（拉丁語：Dioecesis Suidniciensis）是波蘭一個羅馬天主教教區，屬弗羅茨瓦夫總教區。教座位於希維德尼察。
教區於2004年2月24日成立，2011年時有668,900名教友（佔轄區678,900人口中98.5%）、186個堂區、393名司鐸、109名修士和440名修女。現任教區主教為瑪爾谷·門德克，輔理主教為亞當·巴瓦布赫，榮休主教為依納爵·德茨。